# 八义窑址
八义窑址，位于山西省长治市长治县八义镇八义村，是中华人民共和国山西省文物保护单位之一。
1965年5月24日，授予山西省文物保护单位，是一座古遗址。